# Suzanne Tamim
Suzanne Tamim (سوزان تميم), född 23 september 1977 i Beirut, död 28 juli 2008 i Dubai, var en libanesisk sångerska. 1996 vann hon TV-showen Studio El Fan och hyllades såväl för sin skönhet som sin röst. Den 28 juli 2008 påträffades Tamin mördad i sin lägenhet i Dubai. Den egyptiske affärsmannen Hisham Talaat Moustafa dömdes 2009 till döden genom hängning, men man tvingades, på grund av en teknikalitet, att göra om rättegången; året därpå dömdes han istället till 15 år fängelse.
Tarik Salehs film The Nile Hilton Incident från 2016 bygger på mordet på Suzanne Tamim.